# ديريك شو
ديريك شو (بالإنجليزية: Derek Shaw)‏ هو شخصية أعمال ولاعب كرة قدم بريطاني، ولد في 24 مارس 1969.